# Vanessa Peretti
Vanessa Jackeline Gómez Peretti (Cumaná, estado Sucre, Venezuela; 21 de marzo de 1986) es una exreina de belleza, modelo, filántropa, activista social y presentadora de televisión venezolana.
Peretti tiene la condición de sorda, participó en el Miss Venezuela 2006 donde fue coronada como Miss Venezuela International, representó a Venezuela en el Miss Internacional. Incursionó como presentadora de televisión en algunos segmentos del programa Vitrina de Televen, siendo la primera animadora de la televisión venezolana con esta condición.

## Biografía
Vanessa es Técnico Medio en Informática, y se dio a conocer en el mundo de la belleza al ganar el Teen Model Sucre 2004, representando a su estado en el Teen Model Venezuela 2004, donde obtiene la banda de 1° Finalista, debido al éxito que tuvo se animó a participar en el Reina del Carnaval de Cumaná 2006, donde fue finalista, después del certamen un agente la invitó a Caracas, donde el señor Osmel Sousa la invita a participar y le coloca la banda de su estado natal (Sucre), Vanessa se destacó en este certamen por ser la primera concursante con discapacidad auditiva en toda la historia del Miss Venezuela, le ofrecieron la oportunidad de participar con un aparato que le permitía escuchar mejor las preguntas, pero ella optó por no usarlo, era una de las favoritas junto a Claudia Suárez, fue la representante de Venezuela en el Miss Internacional 2007 y compitió también junto a la representante de Francia (Sophie Vouzelaud) quién también es sordumuda, siendo la única vez en toda la historia del certamen en que dos candidatas con discapacidad auditiva participan en ese certamen, clasificó como semifinalista y obtuvo el segundo lugar en la competencia de trajes típicos solo superada por Miss Aruba, su nombre sonó bastante en Japón y en países latinoamericanos. Participó en programas como La guerra de los sexos y Bailando con las Reinas.
Después de su participación en ese certamen, entregó su título en 2007 y ese mismo año creó la Fundación Vanessa Peretti, la cual está dedicada a atender niños con discapacidad auditiva (y también con otro tipo de discapacidades). Fue animadora de algunos segmentos del programa Vitrina de Televen.
Se casó en 2013 con el empresario Alejandro Pazos en la Catedral de Cumaná y en abril de 2015 se convirtió en madre de Alejandro Andrés y actualmente reside en Caracas.